# Mannens-Grandsivaz
Mannens-Grandsivaz var en kommun i distriktet Broye, Fribourg, Schweiz. Kommunen bestod av byarna Mannens och Grandsivaz.
1 januari 2004 infogades Mannens-Grandsivaz i grannkommunen Montagny.